# 디안 드 푸아티에

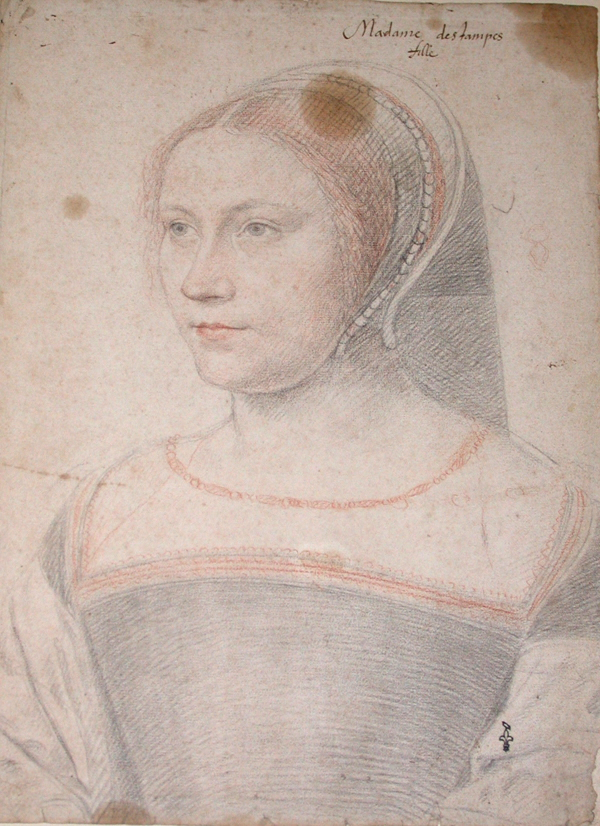
디안 드 푸아티에

디안 드 푸아티에(Diane de Poitiers, 1499년 9월 3일 ~ 1566년 4월 25일)은 프랑스의 귀부인으로 프랑스의 프랑수아 1세와 앙리 2세 시대의 프랑스 궁정에 출입했으며, 특히 앙리 2세의 애첩으로 잘 알려져 있다.

## 어린 시절과 결혼 생활
디안 드 푸아티에는 생 바리에의 영주 장 드 푸아티에(Jean de Poitiers, Seigneur de Saint Vallier)와 잔느 드 바타르네이(Jeanne de Batarnay)의 딸로써 생 바리에성에서 태어났다. 생 바리에는 프랑스 론알프지방의 드롬(Drôme)에 있는 마을이다. 이미 소녀 시절에 루이 11세의 딸인 안 드 보주의 수행원을 지낸 적이 있었다. 안은 남동생 샤를 8세의 미성년기에는 프랑스 섭정을 맡은 적도 있는 강인한 여성이었다.
15세 때, 39세 연상인 아네의 영주 루이 드 브레제(Louis de Brézé, seigneur d'Anet)와 결혼한다. 루이는 샤를 7세의 손자로 프랑수아 1세의 궁정에 드나들었다. 디안은 루이 사이에서 프랑수아즈 드 브레제(Françoise de Brézé; 1518년-1574년)와 루이즈 드 브레제(Louise de Brézé; 1521년-1577년)등 2명의 딸을 낳았다.
1524년에 디안의 아버지 장은 부르봉 공작 샤를 3세의 공범자로 몰려 반역죄인이 되었지만, 처형 직전에 프랑수아 1세에 의해서 사형장에서 풀려나왔다. 루이 드 브레제가 1531년에 아네에서 사망하자, 디안은 남은 생애동안 검은색의 상복으로 보냈다. 후년에는 흰색과 회색도 첨가했다. 이후, 그녀는 재정 문제와 신속한 법무처리에 강한 관심을 나타내게 된다. 디안은 남편의 노르망디 지사로써의 보수와 칭호(grand-sénéchal of Normandy)를 얻었고, 자신도 "노르망디 궁내궁부인"(sénéchale de Normandie)의 칭호를 얻었다.
그녀는 루이 드 브레제의 유산이 국왕에게 반환되는 것에 이의를 제기하고 재판소에 호소했다. 왕은 「 그러한 토지의 전모가 해명할 때까지」그녀가 자산 수입을 보관 유지하는 것을 인정했다. 그녀는 중년의 나이임에도 불구하고, 다듬어진 몸매와 뛰어난 스포츠맨이자 예리한 사냥꾼이었다.
루이 드 브레제의 생존시부터 그녀는 클로드 드 프랑스(프랑수아 1세의 첫 왕비)의 시녀가 되었다. 클로드가 죽은 후에는 루이즈 드 사부아(프랑수아 1세의 어머니)를 모셨고, 그 다음 레오노르 데 아우스트리아(프랑수아 1세의 2번째 왕비)의 시녀가 되었다.

## 애첩으로서의 생활
1525년 파비아 전투에서 패배하며 프랑수아 1세가 카를 5세의 포로가 되자 2명의 왕자 (왕세자 프랑수아, 앙리)는 아버지와 교환되는 인질로 스페인에 보내졌다. 몸값의 도착이 늦었기 때문에, 당시 8세와 7세였던 2명의 왕자는 불안정한 고립 상태인 채 황폐한 성에서 4년 가까운 시간을 보낼 수밖에 없었다. 앙리는 「아마디스 데 가울라(Amadis de Gaula)」같은 중세기사 이야기를 읽는 것에서 위로를 받고 있었고, 이책에서 강한 인상을 받아 디안을 상류층 부인의 이상상이라고 느꼈을지도 모른다. 앙리의 어머니는 벌써 죽은 다음이었기에 그가 스페인에 갈 때 이별의 키스를 한 사람은 디안이었다. 12세가 되어 앙리가 간신히 프랑스로 돌아오자 프랑수아 1세는 디안을 앙리의 가정교사로 임명해 궁중 매너를 가르치도록 하였다. 1531년, 프랑수아 1세의 새 왕비인 레오노르 데 아우스트리아의 대관식을 축하하는 마상시합에서 형인 프랑수아가 새로운 왕비에게 경의를 표한 것에 반해, 앙리는 디안에게 경의를 표했다.
1533년, 앙리 2세는 메디치 가 출신의 카트린 드 메디시스와 결혼한다. 결혼당시 프랑스 귀족들은 이 혼인을 강하게 반대했다. 메디치 가는 귀족가문도 아니고 벼락출세한 격이 낮은 상인가문이었기 때문이다. 그러나 디안은 이 선택을 지지했다. 디안과 카트린은 라 트르 드 오베르뉴 가문의 직계 자손이라는 인척 관계가 있었던 것이다. 실제 카트린에게 있어 디안은 라이벌인 동시에 주제넘게 참견하는 연상의 육촌자매이기도 했다. 앙리가 1547년에 국왕으로 즉위한후에도 부부에게는 아이가 생기지 않았고, 디안은 두 사람이 혼인취소가 될 것을 염려하여 앙리 2세에게 아내의 침실을 자주 방문하도록 권했다.
디안은 1551년까지 그들 자녀들의 교육을 맡았고 그녀의 딸인 프랑수아즈는 카트린의 하인들을 관리했다. 앙리와 카트린 사이에는 결국 10명의 아이가 태어났다. 한편 드문 방문에도 불구하고, 디안 드 푸아티에는 여전히 앙리 2세에게 있어 평생의 친구였고, 이후 25년동안 그녀는 그의 인생에 큰 영향력을 미치는 존재였다. 두 사람 사이에 오고간 편지로 추측해보면, 디안이 앙리의 애첩이 된 것은 1538년이라는 것이 정설이다.
디안은 아름다운 여성으로서 알려져 예술 작품 속에서도 볼 수 있듯 50대가 되어도 그 미모가 사라지지 않았다. 위대한 예술가인 프랑수아 크루에가 서명한 그림은 단지 2장이 현존할 뿐이지만, 그중의 1장이 디안느를 그린 것으로 소재는 욕실에 앉아있는 알몸의 디안이다.그녀는 다른 그림에서도 모델이 되어 상반신 혹은 전신 누드로 전통적인 포즈를 취했다    
. 모든 그림에서 강한 여성의 매력을 표현했다.
프랑수아 1세의 생존시 디안은 왕의 눈에 든 안 드 피셀루 데일리(Anne de Pisseleu d'Heilly)와 궁중에서 총애를 다투게 되었다. 프랑수아 1세가 1547년에 사망하자 디안은 드디어 안을 궁중에서 추방하는 데 성공한다.
디안은 지적이며, 정치적 통찰력이 뛰어났기에 앙리 2세는 많은 공식 서류를 디안에 맡기고, 2명의 이름을 합쳐 「앙리디안(HenriDiane)」라고 서명하는 것까지 허락했다. 그녀는 「옥좌 배후의 두뇌」였다. 그녀는 자신감에 가득차 있었고 성숙함과 앙리 2세를 향한 충성 때문에 왕에게는 궁정에서 가장 신뢰할 만한 동지가 되었다. 궁정에 있어서 그녀의 지위를 알 수 있는 단면으로 교황 바오로 3세가 왕비 카트린에게 「황금장미」를 주었을 때, 잊지않고, 왕의 애첩 디안에게도 진주목걸이를 선사했다는 일화도 전해진다.
앙리 2세의 아이들은 디안의 영향을 받으며 자랐다고 하며, 앙리 2세의 장남인 프랑수아 2세의 왕비이자 스코틀랜드 여왕이었던 메리 스튜어트도 그녀의 영향을 강하게 받았다고 한다.
단기간에 그녀는 상당한 권력을 행사했다. 1548년에는 발렌티누아 공작부인(Duchess of Valentinois)이라는 일류의 칭호를 사용했고, 이어서 1553년에는 에탕프 공작부인(Duchesse d'Étampes)의 칭호를 얻었다.
왕이 디안을 전폭적으로 신뢰했기 때문에, 왕비 카트린은 질투로 매우 괴로워했다. 앙리는 디안에게 프랑스 왕관의 보석을 맡기거나 그녀를 위해서 아네 성(Château d'Anet)을 지을 뿐만 아니라, 카트린 자신도 갖고 싶어하던 왕실 소유의 아름다운 슈농소 성을 디안에게 주었던 것이다. 그러나 왕이 생존하는 한, 왕비는 이 상황을 바꿀 힘은 없었다.

## 왕의 죽음과 디안의 몰락
디안이 왕에게 미치는 영향력은 상당히 컸음에도 불구하고, 그녀 자신의 지위는 왕의 사랑에 의존한 것이기에 그녀는 권력을 유지하려고 애썼다. 1559년 앙리가 마상시합에서 심각한 부상을 입자, 대신 왕비 카트린느 드 메디시스가 지배권을 장악하고, 디안이 왕을 만나는 것을 제한했다. 왕은 계속해서 디안의 이름을 불렀다는 이야기가 있지만, 그녀가 불러서 나왔다고 인정하는 것은 없었다. 카트린은 왕이 디안에게 선물했던 물건들의 목록을 작성하게 해, 왕의 사후 즉시 디안에게서 모든 것을 되돌려 줄 것을 요구했다. 또 왕이 죽었을 때에는 장례식에도 초청하지 않았다.
그 후 얼마안가, 카트린은 디안을 슈농소 성에서 추방하고 요새 같은 모습의 쇼몽 성으로 이동하도록 명령했다. 디안은 쇼몽에서 단기간만 체류했고, 남은 인생을 외르에루아르주의 아네에 있던 자신의 성에서 누구와도 만나지 않았지만, 그러나 평안하게 생애를 보냈다.
디안은 67세로 죽었다. 그녀의 바램도 있어 디안의 딸은 성 근처에 영안당을 건설하고 그녀의 묘로 사용했다. 프랑스 혁명 때 디안의 묘는 파괴되고, 그녀의 유해는 공동묘지에 묻혔다. 1866년 G. 기프리(Georges Guiffrey)가 〈디안 드 푸아티에의 미공개 서간집 Lettres inédites de Diane de Poitiers〉을 출간했다.

## 참고 문헌
- The Serpent and the Moon: Two Rivals for the Love of a Renaissance King, by Princess Michael of Kent
- Diane de Poitiers, by Ivan Cloulas
- Courtesan, by Diane Haeger (fictional)
- Diane de Poitiers, by Barbara Cartland (N.B. Despite this being by Barbara Cartland, it is not a work of fiction.)
- Madame Serpent, by Jean Plaidy